# Chelsea (Michigan)
Chelsea – miasto w Stanach Zjednoczonych, w stanie Michigan, w hrabstwie Washtenaw.